# 11170 Bradenmilford
11170 Bradenmilford este o planetă minoră (asteroid), cu un diametru de 5,006 km, din centura de asteroizi. A fost descoperită pe 20 martie 1998 la Experimental Test Site⁠(d) de Lincoln Near-Earth Asteroid Research. 
Obiectul prezintă o orbită caracterizată de o semiaxă mare de 2,8543816 UAi, o excentricitate de 0,07, o înclinație de 1,25117 ° în raport cu ecliptica.